# Johann von Werth
Johann von Werth, avstrijski general, * 1592, † 1652.